# Teorema de Gauss-Bonnet generalizado
En matemáticas, el teorema de Gauss-Bonnet  generalizado presenta la característica de Euler de una variedad de Riemann cerrada como integral de cierto polinomio derivado de su curvatura. Es una generalización directa del teorema de Gauss-Bonnet a la dimensión par en general.

## Definición
Sea M una variedad de Riemann compacta de la dimensión 2n y  sea  Ω la forma de curvatura de la conexión de Levi-Civita. Esto significa que Ω es {\displaystyle {\mathfrak {s}}{\mathfrak {o}}(2n)}-valorada en M.  Tal Ω puede ser mirado como matriz anti-simétrica  2n×2n cuyas entradas sean 2-formas, así que es una matriz sobre el anillo conmutativo {\displaystyle \bigwedge ^{\hbox{par}}T^{*}M}. Uno puede por lo tanto tomar el Pfaffiano de Ω Pf(Ω) que resulta ser una 2n-forma.
El teorema de Gauss-Bonnet generalizado establece que
{\displaystyle \int _{M}{\mbox{Pf}}(\Omega )\ =2^{n}\pi ^{n}\chi (M)}
donde χ denota la característica de Euler de M.

### Otras generalizaciones
Como con el teorema de Gauss-Bonnet, hay generalizaciones cuando M es una variedad con borde.